# Distretti di Turks e Caicos
Il territorio britannico d'oltremare di Turks e Caicos è diviso in sei distretti amministrativi (due nelle isole Turks e quattro nelle isole Caicos), presieduti da Commissari Distrettuali.

I valori delle superfici nelle seguenti tabelle sono stati ricavati da "TCI Physical Characteristics" mentre il numero di abitanti si basa sui dati del censimento del 2012.

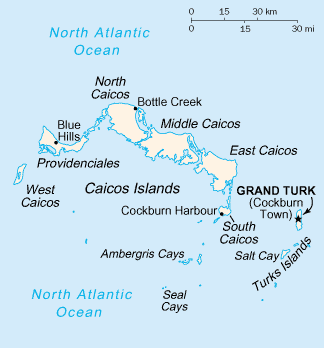
Mappa di Turks e Caicos

| N.           | Distretto amministrativo     | Capitale         | Area (km²) | Popolazione | Distretti elettorali |
| ------------ | ---------------------------- | ---------------- | ---------- | ----------- | -------------------- |
| Isole Caicos |                              |                  |            |             |                      |
| 1            | Providenciales e West Caicos | Blue Hills       | 163,6      | 33.293      | 6                    |
| 2            | North Caicos                 | Bottle Creek     | 144,9      | 2.156       | 2                    |
| 3            | Middle Caicos                | Conch Bar        | 144,2      | 522         | 1                    |
| 4            | South Caicos and East Caicos | Cockburn Harbour | 136,8      | 2.063       | 2                    |
| Isole Turks  |                              |                  |            |             |                      |
| 5            | Grand Turk                   | Cockburn Town    | 17,6       | 4.831       | 4                    |
| 6            | Salt Cay                     | Balfour Town     | 9,1        | 108         | -                    |
|              | Turks e Caicos               | Cockburn Town    | 616,3      | 46.400      | 15                   |

## Distretti elettorali
Secondo il consiglio legislativo, Turks e Caicos è divisa in quindici distretti elettorali (quattro nelle isole Turks e undici nelle isole Caicos):
| Isole Turks                                         |                                    |                            |
| Distretto elettorale n. 1                           | West Road, Grand Turk              | Dwayne Taylor              |
| Distretto elettorale n. 2                           | Overback, Grand Turk               | Floyd Basil Hall           |
| Distretto elettorale n. 3                           | Backs Salina-North, Grand Turk     | Oswald O. Skippings        |
| Distretto elettorale n. 4                           | Back Salina-South, Grand Turk1)    | Derek Hugh Taylor          |
| Isole Caicos                                        |                                    |                            |
| Distretto elettorale n. 5                           | South Caicos South, South Caicos2) | McAllister Eugene Hanchell |
| Distretto elettorale n. 6                           | South Caicos North, South Caicos   | Norman B. Saunders         |
| Distretto elettorale n. 7                           | Middle Caicos                      | Jeffrey Christoval Hall    |
| Distretto elettorale n. 8                           | North Caicos- East, North Caicos   | Michael Eugene Misick      |
| Distretto elettorale n. 9                           | North Caicos- West, North Caicos3) | Clarence W. Selver         |
| Distretto elettorale n. 10                          | The Bight, Providenciales          | Karen Delancy              |
| Distretto elettorale n. 11                          | Blue Hills, Providenciales         | Vaden Delroy Williams      |
| Distretto elettorale n. 12                          | Five Cays, Providenciales          | Lillian Robinson Been      |
| Distretto elettorale n. 13                          | Cheshire Hall, Providenciales      | Galmo Williams             |
| Distretto elettorale n. 14                          | Leeward, Providenciales 4)         |                            |
| Distretto elettorale n. 15                          | Wheeland e West Caicos             |                            |
| 1) incluso Salt Cay                                 |                                    |                            |
| 2) incluso Big Ambregris Cay e Little Ambergris Cay |                                    |                            |
| 3) incluso Parrot Cay                               |                                    |                            |
| 4) incluso Pine Cay e Water Cay                     |                                    |                            |

Un sito web ufficiale cita altri due distretti elettorali su Providenciales ossia Long Bay Hills e Richmond Hill, ma senza assegnare loro nessun numero.
Per le elezioni di novembre 2012 il Comitato per i confini dei distretti elettorali ha delineato dieci distretti:
1. Grand Turk North - dall'unione di West Road e Overback
2. Grand Turk South - dall'unione di North e South Back Salina, e Salt Cay
3. South Caicos, East Caicos, Little eBig Ambergris Cays
4. Middle e North Caicos, e Parrot Cay
5. Leeward, Providenciales, Pine Cay, Little e Big Water Cays, e East Cays, incluso Dellis Cay
6. The Bight, Providenciales
7. Cheshire Hall e Richmond Hill, Providenciales
8. Blue Hills, Providenciales
9. Five Cays, Providenciales
10. Wheeland e North West e North Central, Providenciales, e West Caicos.

Il 14 agosto 2012, il governatore Roderic Todd ha firmato la legge dell'ordinanza sui distretti elettoriali (emendamenti ai confini).